# Lespesia williamsoni
Lespesia williamsoni là một loài ruồi trong họ Tachinidae.